# Esenintoppen
Der Esenintoppen (norwegisch; russisch Гора Есенина Gora Jessenina) ist ein Berg im ostantarktischen Königin-Maud-Land. In der Payergruppe der Hoelfjella ragt er auf der Südseite der Skavlhø auf.
Russische Wissenschaftler benannten ihn nach dem russischen Lyriker Sergei Jessenin (1895–1925). Wissenschaftler des Norwegischen Polarinstituts übertrugen die russische Benennung 1991 ins Norwegische.